# CCC Inc.
CCC Inc. (eerst opererend onder de naam Capital Canal City Folk & Blues Incorporated) is een Nederlandse Americanaband, oorspronkelijk afkomstig uit Amsterdam. De bekendste bezetting was: Joost Belinfante (viool, gitaar, zang), Jaap van Beusekom (banjo, autoharp, dobro, zang), Ernst Jansz (wasbord, piano, zang), Huib Schreurs (mondharmonica, concertina, zang), Jan Kloos (gitaar) en Appie Rammers (bas). De groep werd in 1966 opgericht en kwam in 1970 in het nieuws door zich als muziekcommune terug te trekken in de Brabantse Peel. De band werd daardoor een boegbeeld van de hippiecultuur van de 70er jaren en was met name populair in het alternatieve Provadya? clubcircuit en op popfestivals, beide uitingen van de nieuwe jeugdcultuur. Zo trad de band op op de openingsavonden van Paradiso (30 maart 1968; met de 32 optredens die er in de poptempel daarna nog volgden, werd de band een soort van Paradiso’s huisorkest) en van de Melkweg (18 juli 1970) en op het festival in het Kralingse Bos (27 juni 1970), waar CCC Inc. als een van de weinige Nederlandse popgroepen op het hoofdpodium speelde tussen wereldacts als Jefferson Airplane, The Byrds en Santana. CCC Inc. stond verder nog onder andere op Jazz Bilzen (1968), Flight to Lowlands Paradise (1969), Pinkpop (1971), de Vietnamweide in het Amsterdamse Bos (1972) en, met o.a. Pink Floyd, op het Amsterdam Rock Circus in het Olympisch Stadion (1972). In 1974 hief de groep zichzelf op en ging ‘ondergronds’. CCC Inc. wordt gezien als de kraamkamer van Doe Maar, de meest succesvolle Nederlandse popformatie ooit.

## Geschiedenis

### Voorgeschiedenis: 1964-1966
In 1964 leerden Joost Belinfante en Ernst Jansz elkaar kennen op het Montessorilyceum in Amsterdam. Belinfante was voorzitter van de door hemzelf opgerichte schoolvereniging en Jansz zat in de schoolraad, het adviserende leerlingencomité. Ook hadden beiden een rol in de dat jaar door leerlingen uitgevoerde toneelvoorstelling De Storm van Shakespeare en bovendien schreef Belinfante stukken voor de schoolkrant, waar Jansz in de redactie zat. In datzelfde jaar leerden de toen zestienjarige Ernst Jansz en Huib Schreurs elkaar kennen via Schreurs’ buurmeisje en Jansz’ jeugdliefde Molly Mackenzie, de latere hoffotografe van de CCC.
Ook Jaap van Beusekom was zestien toen hij en Cor van Sliedregt in 1965 een duo vormden. Zij kenden elkaar van catechisatie, gegeven door Jaap’s vader die dominee was in de Willem de Zwijgerkerk in Amsterdam. Beide vaders hadden een uitgebreide verzameling 78 toerenplaten en lp’s met oude blues en Americana. Cor speelde 12-snarige gitaar en Jaap 5-snarige banjo. Samen wierpen zij zich op het repertoire van o.a. Leadbelly en Sonny Terry & Brownie McGhee en in januari 1966 begonnen zij als duo op te treden.

### De beginperiode: 1966-1969
CCC werd in 1966 als CCC Inc. opgericht door Joost Belinfante (mondharmonica), samen met Cor van Sliedregt (12-snarige gitaar), Bert Timmerman (gitaar) en Paul Kroese (wasbord), de laatste drie leerlingen van de Amsterdamse Rietveldacademie. Het repertoire bestond uit eigen nummers met een psychedelisch karakter.
In 1967 veranderde de samenstelling: Huib Schreurs (mondharmonica), kwam in de band en Cor nam Jaap van Beusekom (banjo) mee naar een repetitie. Daarmee verschoof het repertoire naar folk en blues en veranderde Belinfante de naam in CCC Folk & Blues Inc. Ook kwam Frank Hoogkamer (theekistbas) de band versterken. Niet veel later hield Bert Timmerman het voor gezien en werd wasbordspeler Paul Kroese, die een stageplek kon krijgen bij Karel Appel in Parijs, vervangen door Ernst Jansz. In deze samenstelling werd de band op 23 januari 1968 door de VPRO opgenomen in de KRO studio in Hilversum, waarschijnlijk de eerste live opnames van popmuziek voor de Nederlandse publieke radio.
Bij een optreden in de internationale folkclub De Waag in Haarlem (6 april 1968), gerund door Cobi Schreijer, leerde de band tekstdichter Lennaert Nijgh kennen, die op dat moment het theaterbureau Intertroubadour runde met artiesten als Boudewijn de Groot en Elly en Rikkert Zuiderveld. De kersverse manager van CCC boekte de groep voor 333,33 gulden per optreden.
De groep verhuisde in 1969 voor enige tijd naar een oude boerderij aan de Reigerbekweg in Neerkant in De Peel, hier leefde de band in een commune.

### De hippiejaren: 1970-1974
Eind 1969 besloten Cor van Sliedregt en Frank Hoogkamer de band te verlaten. Voor hen in de plaats kwamen Jan Kloos, school- en studievriend van Ernst Jansz, en tieneridool Appie Rammers, voormalig bassist bij de Amsterdamse Outsiders. De naam werd nu voorgoed: CCC Inc. of kortweg CCC. Begin 1970 verhuisde het gezelschap naar Neerkant, een klein dorp in de Brabantse Peel, en begon er een muziekcommune. Op 30 juli trad de groep op in VPRO’s live tv-programma Piknik. Eind dat jaar werd de eerste lp opgenomen in de Bovema Studio van EMI in Heemstede, onder de productie van Wim Noordhoek en Rik Zaal, dj’s bij de VPRO. De vriendinnen van de muzikanten verleenden op een van de nummers vocale medewerking.
Het album, To Our Grandchildren, opgenomen op 2-sporen en uitgebracht op Imperial, begin 1971, kreeg lovende kritieken: Veruit de beste popelpee in Nederland gemaakt ( De Haagse Post, 23 maart 1971); Voorlopig de beste Nederlandse plaat aller tijden (De Noord-Amsterdammer, 26 maart 1971); Met groot gemak de allerleukste popelpee die ooit in Nederland is gemaakt met ten minste vier nummers die behoren tot het beste dat ooit door Nederlanders aan popmuziek op de plaat is gezet (Aloha, 26 maart 1971).
Dat jaar begonnen de leden ook zelf muziek te schrijven, met als voornaamste inspiratiebron The Band, de begeleidingsgroep van Bob Dylan. Vanaf 1971 werd het gezelschap gemanaged en geboekt door Frank van der Meijden (later onder meer manager van Het Goede Doel, Doe Maar en BLØF), die zij leerden kennen tijdens een optreden op 6 juni in Exit, Rotterdam. De toen beste boeker van Nederland bezorgde CCC 3 à 4 optredens per week. In de zomer van 1971 nam de band zijn tweede lp op voor Imperial, inmiddels op 8-sporen, Watching The Evening Sun, met Wim Noordhoek als producer. Medewerking verleenden Jon Tooker, lid van de Pearls Before Swine (dobro), Jeroen Goldsteen (drums), schoolvriend van Jansz en Belinfante en roadie Paul de Jong (saxofoon). Op 12 augustus werd opgetreden in VPRO's live tv-programma Campus.
Supersister-drummer Marco Vrolijk was in 1972 enige tijd lid van het gezelschap, maar werd later dat jaar opgevolgd door communelid Johnny Lodewijks.
In juni 1973 werd voor de nieuwe platenmaatschappij Polydor de derde lp Castle In Spain opgenomen in The Manor Studio in Shipton-on-Cherwell, Oxford, Engeland, met producer Sandy Roberton (Fairport Convention, Weather Report). De baspartijen werden, nadat Appie Rammers zich had afgemeld, ingespeeld door Pat Donaldson (Sandy Denny, Kate & Anna McGarrigle). Volgens Constant Meijers in het popblad Oor had Sandy Roberton de band verzekerd: ’Met deze plaat worden jullie in één klap te groot voor Holland.’ Zijn woorden zouden echter niet bewaarheid worden.
Wellicht speelde dat, mede met het vertrek van Appie Rammers, een rol in de officiële opheffing van de band, een klein jaar later. Bij gebrek aan een bassist speelde Jan Kloos op optredens aanvankelijk afwisselend gitaar en bas, later werd Peter de Vries uit Mierlo-Hout als bassist aangetrokken en met hem werd ook een tournee door Denemarken gemaakt. Maar niet lang daarna werd de commune ontbonden en kwam er ook een einde aan het (eerste) bestaan van CCC Inc. als actieve band. Het officiële afscheidsconcert werd op 11 mei 1974 gegeven in Paradiso waarbij een recordaantal van 1800 bezoekers aanwezig was. Dat aantal werd ook in later jaren nooit meer geëvenaard. Op 19 augustus werd in het Shaffy Theater in Amsterdam nog een laatste concert gegeven ten behoeve van de opnames voor het livealbum CCC For Ever. Boudewijn de Groot tekende voor de productie. CCC Inc. is, hoe succesvol ook in het alternatieve Provadya? circuit, behalve bij de VPRO, nooit te horen geweest op de Nederlandse radio.

### Afterlife: 1975-1994
In 1975, een jaar na het opheffen van CCC Inc. presenteerde Huib Schreurs het Popplan en richtte hij Stichting Popmuziek Nederland (SPN) op. Jaap van Beusekom werd er directeur en zou dat 32 jaar blijven, ook nadat SPN was overgegaan in het Nationaal Popinstituut en op zijn initiatief een onderdak kreeg aan de Prins Hendrikkade in Amsterdam, eerder de locatie van Fantasio en new-age-centrum De Kosmos. Het was ook Van Beusekom die het Nationaal Poparchief opzette en het Podiumplan bedacht. Hij was medeproducer van de door SPN in 1979 uitgebrachte lp Uitholling overdwars, waarmee de geboorte van de Nederpop officieel een feit was. Op het album is ook de allereerste opname op vinyl van Doe Maar te horen.
Schreurs werd, na er twee jaar artistiek coördinator te zijn geweest, in 1977 directeur van Paradiso. Hij zou dat 14 jaar blijven, programmeerde in de poptempel talloze evenementen en wist onder andere door er de eerste punk- en reggaebands binnen te halen, het gebouw tot internationale hoogte te tillen. Later was hij directeur van o.m. Stichting De beurs van Berlage en De Groene Amsterdammer en had hij met voormalig stripuitgever Cees de Groot een boekhandel in oorlog, geschiedenis en religie.
Ondertussen zetten Belinfante en Jansz hun muzikale leven voort met de oprichting in 1975 van The Slumberlandband waarin theater een grote rol speelde. De band werd aangevuld met voormalig CCC-violist en geluidstechnicus Frits van Doorninck, als Friedrich Hlawatsch op zang, ex-CCC drummer Johnny Lodewijks op drums en Piet Dekker op bas. Ondanks succes in het alternatieve clubcircuit, heeft de groep slechts één jaar bestaan. Er werd één lp uitgebracht: Slumberlandband, geproduceerd door Roy Beltman (o.a. BZN). In 1976 speelden alle leden, op Hlawatsch en Belinfante na, mee op de lp Waar ik woon en wie ik ben van Boudewijn de Groot en zij werden bij de daaropvolgende tournee aangevuld met Henny Vrienten op gitaar. Na de tour maakten de muzikanten in 1977, nu weer met Belinfante, een tournee van ruim een maand als de Rumbones, de eerste Nederlandse reggaeband. Zo vertrouwd geraakt met de reggae, richtte Jansz in 1978 de Nederlandstalige band Doe Maar op, bijgestaan door bassist Piet Dekker. Toen deze in 1980 de band verliet werd Belinfante er interim bassist, later voorgoed vervangen door Henny Vrienten, maar Belinfante, onsterfelijk geworden door zijn lied over de Cannabis Sativa Hollandica: Nederwiet, bleef nog jaren als 5e bandlid aan Doe Maar verbonden.

Na de officiële opheffing van de CCC werd er door de leden nog ieder jaar op Koninginnedag op het Rembrandtplein in Amsterdam gespeeld en met de pet rondgegaan. Vanaf 1980 werd uitgeweken naar afgelegen vakantiehuisjes waar werd bijgekletst en muziek gemaakt. Opnames hiervan zijn te vinden in de later verschenen box met verzameld werk.
Voor Doe Maar’s platenmaatschappij Telstar werd in 1984 de lp Van Beusekom opgenomen in de Marlstone Studio te Borgharen met technicus Pierre Beckers, onder de productie van Ernst Jansz. Was het Jaap van Beusekom die het repertoire voor het album selecteerde en ook zong, het was vooral Belinfante die de kleur bepaalde met zijn experimenten op de synthesizer.
Op 23 oktober 1984 werd in Paradiso, Amsterdam het door CCC geschreven koorwerk voor 100 popmuzikanten uitgevoerd, naar een idee van Huib Schreurs. Deelnemers waren een sectie van het Concertgebouworkest, het Amsterdams Mandolineorkest, het Petersschool Kinderkoor en 100 popmuzikanten. Alle door de band uitgenodigde muzikanten gaven acte de présence. Ernst Jansz dirigeerde de popmuzikanten, verdeeld in 3 koren. Het geheel werd live uitgezonden door de VPRO, waarbij Johnny van Doorn (Johnny The Selfkicker) het commentaar verzorgde.
Bij Mercury, Phonogram, werd in 1990 het album Speed & Intensity uitgebracht met werk uit de jaren 1980-1989.
Op 21 december 1992 werd ter gelegenheid van het 25-jarig bestaan een jubileumconcert gegeven in de Melkweg te Amsterdam, met gasten als Boudewijn de Groot, Doe Maar, Henk Hofstede, Sandra Reemer en Fred Piek. Opnames daarvan verschenen eveneens in de later uitgebrachte verzamelbox.

### De nieuwe jaren: 1995-heden

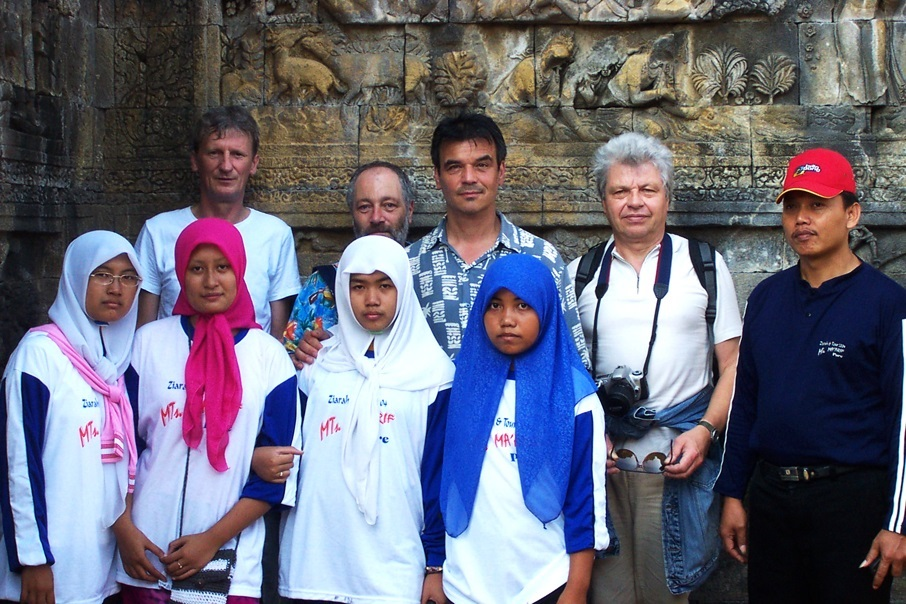
CCC Inc. bij de Borobudur, Indonesië 1984.

In 1995 besloot CCC Inc. weer met enige regelmaat te gaan optreden. De formatie bestond toen, zonder bas en drums, uit de leden van het eerste uur: Joost Belinfante, Jaap van Beusekom, Ernst Jansz, Huib Schreurs en Jan Kloos. Na een kort ziekbed echter overleed de laatste in 1998. Ter ere van hem werd in 2001 de cd Jan uitgebracht bij V2, met werk uit de jaren 1987-1997. De groep heeft nog enige tijd opgetreden als 4-mans formatie, onder andere tijdens twee tournees door Indonesië (2004 en 2006), maar in de loop van 2006 schoof Jan Hendriks, Jansz’ Doe Maar collega, aan als gitarist.
In 2007 verscheen de verzamelbox CCC Inc. 1967-2007, uitgegeven door Fonos, het archief van het Nederlands Instituut voor Beeld en Geluid.
In thuishaven Neerkant werd mei 2012 in de Trypoul Studio’s de cd Jack Owned A House opgenomen, met Dirk Joosten als technicus en datzelfde jaar verscheen de film Terug naar Neerkant van Helmut Boeijen over de Brabantse jaren van CCC Inc.
In 2013 kwam bassist Richard Wallenburg de band versterken en gaf CCC na 42 jaar weer acte de présence op Pinkpop (Classic).
In 2017 werd de verzamelbox CCC Inc. 1967-2017 uitgebracht, een heruitgave van de bij Fonos verschenen box uit 2007, ditmaal met 2 dvd’s en 13 cd’s, waaronder Jack Owned Another House, met nieuwe opnames uit 2017. Dat jaar verscheen ook de door Jansz geschreven documentaire roman De Neerkant, kronieken 1970-1980, waarin hij de hippiejaren van CCC Inc. beschrijft, en het fotoboek CCC Inc. een band bij uitgeverij In de Knipscheer, met iconische foto’s van Molly Mackenzie uit de periode 1967-1984.
In 2020 werd een nieuwe tournee van de band als gevolg van de coronamaatregelen afgebroken. In 2022 is deze tour weer opgepakt.

## Discografie

### Albums
- 1971 - To Our Grandchildren
- 1971 - Watching The Evening Sun
- 1973 - Castle In Spain
- 1974 - CCC Forever
- 1984 - Van Beusekom
- 1990 - Speed & Intensity
- 2001 - Jan
- 2007 - CCC Inc. 1967-2007 (Box), Verzameld werk
- 2012 - Jack Owned a House
- 2017 - CCC Inc. 1967-2017 (Box), Verzameld werk
- 2017 - Jack Owned Another House

### Singles
- 1970 - Green Green Happy Home
- 1971 - On A Junction/Country Marriage
- 1971 - Spinnin’ Spinnin’ Spinnin’/Bottle Of Wine
- 1972 - Lulu Gal/Spinnin’ Spinnin’ Spinnin’
- 1973 - Castle In Spain/Sour Sweet Me
- 1984 - Colinda/Marquise 2

## Films
- 1972 - Avontuur met een geheimzinnigen spieghelman, korte film van Flip Jansen
- 2012 - Terug naar Neerkant, documentaire van Helmut Boeijen voor Omroep Brabant

## Boeken
- 2007 - CCC Inc. Een band, fotoboek van Molly Mackenzie
- 2017 - De Neerkant, autobiografische roman van Ernst Jansz over onder andere de hippiejaren van CCC Inc.